# 老撾裔法國人
老撾裔法國人，是出生或移民到法國的老撾人，截至2012年的人口估計為14萬。法國的老撾社群形成了最成熟的海外老撾人口，在老撾內戰結束之前已在法國的存在，以及由此產生的大規模難民移徙的目的地。

## 歷史
老撾人出現在法國始於20世紀初，當時老撾是法國的保護國。隨著殖民者教育制度的穩步推進，一些老撾學生能夠到法國讀書，包括老撾王室成員。在此期間，少數老撾工人也在法國定居。 然而，最大的老撾移民到法國的移民潮始於越戰和老撾人民革命黨接管他們的家園。
老撾裔法國人是海外老撾人中受教育程度較高的一群，他們在老撾是民族精英和中產階級的一部分，而較貧窮的難民往往選擇前往美國。

## 文化與人口
不像美國，加拿大和澳大利亞的老撾移民，老撾裔法國人更加成功，更好地融入東道國，因為他們更了解國家的社會方面，如文化，語言和歷史。雖然移民群體及其同化水平問題在法國政治中是一個重要問題，但老撾社群高度融入法國社會，教育和經濟成就率高，尤其是在法國出生的老撾人。
佛教寺廟是老撾裔法國人的社區和文化中心，除法國假期外，他們也慶祝老撾傳統節日如老撾新年和塔鑾節。
老撾裔法國人大多數巴黎和法蘭西島周圍的地區，在馬賽，里爾和斯特拉斯堡有較小的社區。雖然到法國的第一代移民試圖保護老撾文化，並在社區中使用老撾語，但在法國出生的第一代和第二代越來越受法國文化的影響，許多人無法理解或說老撾語。